# Ángel Gabilondo

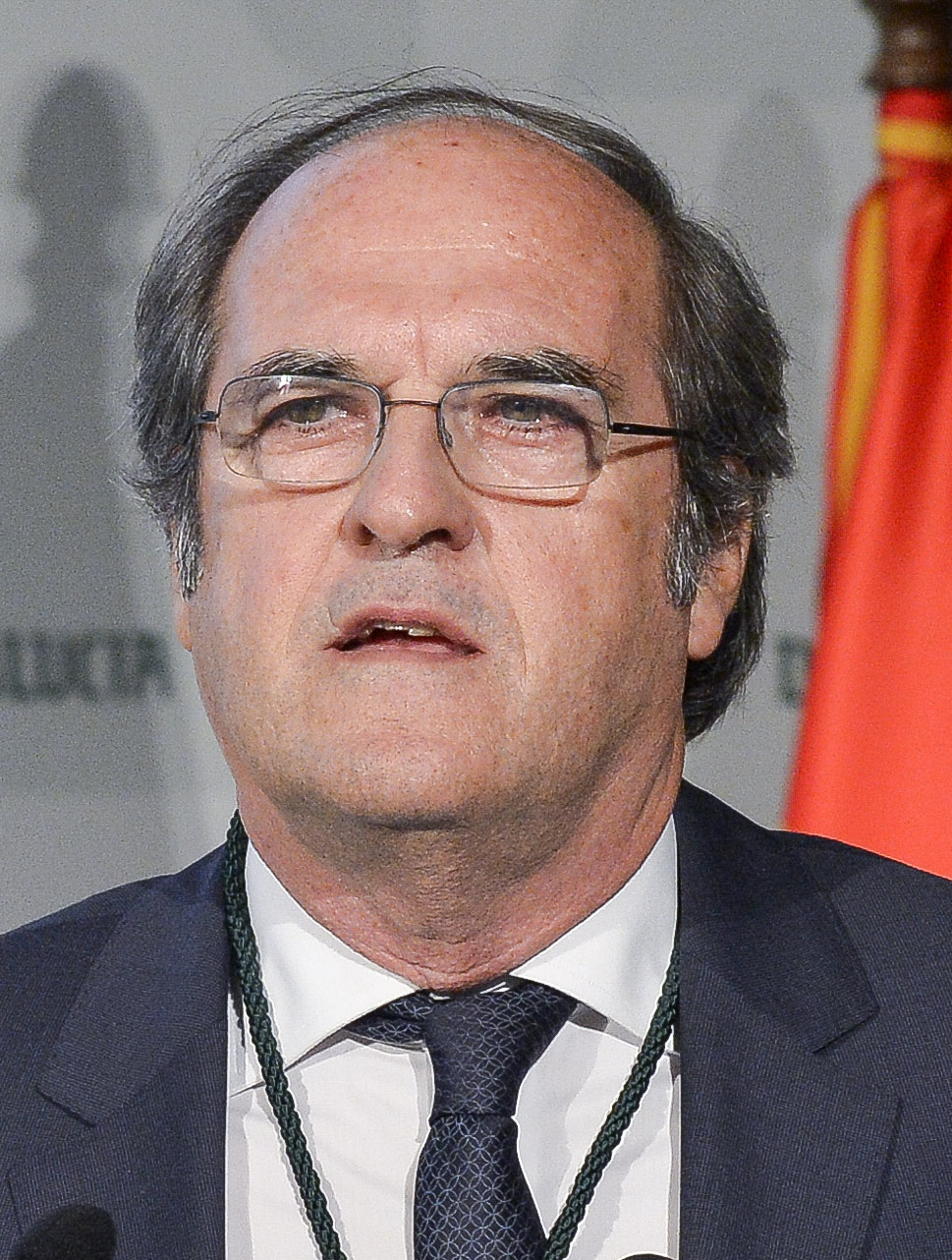
Ángel Gabilondo (2015)

Ángel Gabilondo Pujol (* 1. März 1949 in San Sebastián) ist ein spanischer Philosoph und Politiker. Von April 2009 bis Dezember 2011 war er spanischer Bildungsminister im Kabinett Zapatero.

## Leben
Ángel Gabilondo wurde 1949 als fünftes von neun Kindern eines Fleischers geboren. Einer seiner Brüder ist der Journalist Iñaki Gabilondo. Er besuchte als Kind eine Schule der Brüder vom Heiligsten Herzen Jesu und war anschließend Mitglied der Brüdergemeinschaft. Sein Philosophiestudium an der Universidad Autónoma de Madrid schloss er 1980 ab und lehrte dort anschließend Philosophie. 1983 erwarb er den Doktortitel mit einer Arbeit über Hegel und wurde 1986 zum profesor titular de Filosofía, 2001 zum catedrático de Metafísica ernannt. 2002 wurde er zum Rektor der Universität Madrid gewählt und 2006 wiedergewählt.
Am 7. April 2009 wurde er als Nachfolger von Mercedes Cabrera zum Bildungsminister ernannt.

## Schriften
- Enséñanos a amar. Catecismo del Sagrado Corazón (Ediciones Mensajero (Colección A.C.I.), Bilbao, 1969, ISBN 978-84-271-0419-8).
- Dilthey: Vida, expresión e historia, Editorial Cincel, Madrid, 1988.
- El discurso en acción (Foucault y una ontología del presente), Editorial Anthropos, Barcelona, 1990.
- Trazos del eros: del leer, hablar y escribir, Editorial Tecnos, Madrid, 1997.
- Menos que palabras, Alianza Editorial, Madrid, 1999.
- La vuelta del otro. Diferencia, identidad y alteridad, Trotta y UAM, Madrid, 2001.
- Mortal de necesidad, Abada, Madrid, 2003.
- Alguien con quien hablar, Editorial Aguilar, Madrid, 2007.